# 鲁维莱尔 (瓦兹省)
鲁维莱尔（法語：Rouvillers）是法国瓦兹省的一个市镇，属于克莱蒙区（Clermont）绍塞埃地区圣瑞斯县（Saint-Just-en-Chaussée）。该市镇总面积11.88平方公里，2009年时的人口为259人。

## 人口
鲁维莱尔人口变化图示